# Dub u Větrova
Dub u Větrova je památný strom ve Frýdlantském výběžku na severu Libereckého kraje České republiky. Jedinec dubu letního (Quercus robur) roste při východní straně polní cesty spojující Větrov s lokalitou nazvanou Polní Domky. Strom má výšku 20 metrů a obvod jeho kmene dosahuje 455 centimetrů.
Chráněn je na základě rozhodnutí správy Chráněné krajinné oblasti Jizerské hory, jež bylo vydáno 13. října 2009 s účinností od 3. listopadu 2009.